# Henche
Henche település Spanyolországban, Guadalajara tartományban. Henche Brihuega, Solanillos del Extremo, Cifuentes és Budia községekkel határos. Lakosainak száma 84 fő (2024).

## Népesség
A település népessége az utóbbi években az alábbiak szerint változott:
| Lakosok száma | 90   | 116  | 108  | 103  | 111  | 106  | 97   | 104  | 86   | 84   |
|               | 2001 | 2004 | 2006 | 2009 | 2011 | 2014 | 2016 | 2019 | 2021 | 2024 |